# Henri van Straelen
Henri van Straelen SVD (auch Henry van Straelen; * 12. November 1903 in Utrecht; † 1. Januar 2004 in Steyl) war ein katholischer Theologe und Missionswissenschaftler.

## Leben
Henri van Straelen studierte Rechtswissenschaft in Nijmegen, bevor er 1927 bei den Steyler Missionaren eintrat und dann nach Japan gesandt wurde. Er studierte Orientalistik an der Universität Cambridge, promovierte und kehrte dann nach Japan zurück, wo er Professor an der Nanzan-Universität in Nagoya wurde.
Stralen befasste sich mit den japanischen Religionen und publizierte hierüber. Später befasste er sich mit dem Verhältnis von Christentum und den anderen Weltreligionen. Sein Hauptwerk zu dieser Thematik war Die Kirche und die nichtchristlichen Religionen an der Schwelle zum 21. Jahrhundert.
Er nahm als Berater am Zweiten Vatikanischen Konzil teil und war später Herausgeber eines siebenbändigen Kommentars zu den Konzilstexten in japanischer Sprache.
Von 1993 lebte er bis zu seinem Tod im Seniorenheim des Ordens in Steyl.

## Veröffentlichungen (Auswahl)
- The religion of divine wisdom. Japan's most powerful religious movement. Kyoto 1957.
- Asiatisches Tagebuch. Echter-Verlag, Würzburg 1963.
- The Catholic encounter with the world religions. London 1965.
- Ouverture à l'autre laquelle? L'apostolat missionnaire et le monde non chrétien. Paris 1982.
- Selbstfindung oder Hingabe. Zen und das Licht der christlichen Mystik. Verlag Josef Kral, Abensberg 1983.
- The Church and the non-Christian Religions at the Threshold of the 21st Century. London 1998.

## Einzelbelege
1. ↑  Vgl. zu den biographischen Daten den Nachruf der Steyler Missionare.

| Personendaten    | Personendaten                                                                    |
| ---------------- | -------------------------------------------------------------------------------- |
| NAME             | Straelen, Henri van                                                              |
| ALTERNATIVNAMEN  | Straelen, Henry van                                                              |
| KURZBESCHREIBUNG | römisch-katholischer Priester, Professor für Missions- und Religionswissenschaft |
| GEBURTSDATUM     | 12. November 1903                                                                |
| GEBURTSORT       | Utrecht                                                                          |
| STERBEDATUM      | 1. Januar 2004                                                                   |
| STERBEORT        | Steyl                                                                            |